# Јелисавета I Петровна
Јелисавета  Петровна (рус. Елизаве́та I Петро́вна; Коломенско, 29. децембар 1709 — Санкт Петербург, 5. јануар 1762) била је руска императорка од 1741. до 1762. године. Била је кћи Петра Великог и Катарине .
После смрти царице Ане Ивановне, регентство је преузела Ана Леополдовна у име свог једногодишњег сина Ивана . Економски проблеми су допринели да је Јелисавета преузела власт мирним пучем уз помоћ гарде. Јелисавета је била омиљен владар, јер је елиминисала странце на важним положајима и под њеном владавином није вршена смртна казна. Помогла је Ломоносову да оснује Универзитет у Москви и Шувалову да оснује Академију уметности у Санкт Петербургу. Потрошила је огромне суме новца на барокне пројекте свог омиљеног архитекте Бартоломеа Растрелија, посебно у Петерхофу и Царском селу. За време њене владавине изграђени су Зимски дворац и манастир Смољни у Санкт Петербургу. Помагала је научнике, уметнике, као и своје миљенике. Током Јелисаветине владавине Русија је успешно ратовала у Седмогодишњем рату, а историчари тврде да је њена смрт спасла Пруску од пораза. Њеном смрћу окончала се изворна грана династије Романов. У том тренутку, Руска Империја је имала површину преко 16 милиона квадратних километара.

## Младост

### Детињство
Јелисавета је рођена у Коломенску, у близини Москве, дана 18. децембра 1709 (по јулијанском календару), као ћерка Петра Великог, цара Русије, и његове друге жене, Катарине . Катарина је била собарица у домаћинству Петра Великог и мада нема документарних записа, сматра се да су се они тајно венчали у катедрали Свете тројице у Санкт Петербургу између 23. октобра и 1. децембра 1707. Петар је ценио Катарину и поново се оженио (овај пут званично) у катедрали Светог Исака у Санкт Петербург дана 9. фебруара 1712. Тог дана, двоје деце које су они већ имали (Ана и Јелисавета) су постала легална. Околности Јелисаветиног рођења касније ће бити кориштене од стране њених политичких противника како би оспорили њено право на трон због ванбрачног рођења.
Јелисавета је као дете била миљеница свог оца, на кога је личила и физички и по темпераменту. Иако је обожавао своју ћерку, Петар није посвећивао ни време ни пажњу њеном образовању; имајући сина и унука из првог брака са племкињом, није очекивао да ће ћерка коју је родила његова бивша слушкиња једног дана моћи да наследи руски престо, који до тада никада није заузела жена; као таквој, Катарини је било препуштено да одгаја девојчице, што је задатак који је обављала са великим потешкоћама због њене необразованости. Упркос томе, Јелисавета се и даље сматрала бистром девојком, ако не и бриљантном, и имала је француску гувернанту која је држала часове математике, уметности, језика и спорта. Заинтересовала се за архитектуру, течно говорила италијански, немачки и француски, и постала одлична играчица и јахачица. Као и њен отац, била је физички активна и волела је јахање, лов, санкање, клизање и баштованство.
Од својих најранијих година, Јелисавета је била препозната као живахна млада жена и сматрана је водећом лепотицом Руског царства. Супруга британског амбасадора описала је велику војвоткињу Јелисавету као „светлосмеђе косе, великих живахних плавих очију, финих зуба и лепих уста. Склона је да буде гојазна, али је веома нежна и игра боље од било које особе коју сам икада видела. Говори немачки, француски и италијански, изузетно је атрактивна и прича са свима..."

### Планови за брак
Пошто је велики део његове славе почивао на његовим ефективним напорима да модернизује Русију, цар Петар је желео да своју децу удаје у краљевске куће Европе, нешто што су његови непосредни претходници свесно избегавали. Петров син Алексеј Петрович, рођен у првом браку са руском племкињом, није имао проблема да обезбеди младу из древне куће Брансвик-Линебург. Међутим, цар је имао потешкоћа у склапању сличних бракова за ћерке рођене од његове друге жене. Када је Петар понудио било коју од својих ћерки за удају за будућег Луја XV, француски Бурбони су га одбацили због пост-факто легитимизације девојака.
Године 1724, Петар је верио своје ћерке за два млада принца, који су потицали из мале севернонемачке кнежевине Холштајн-Готорп и чија је породица пролазила кроз период политичких и економских превирања. Ана Петровна (16 година) требало је да се уда за Kарла Фридриха, војводу од Холштајн-Готорпа, који је тада живео у изгнанству у Русији као Петров гост пошто није успео да наследи свог ујака на месту краља Шведске и чије је наследство било у то време под данском окупацијом. Упркос свему томе, принц је био беспрекорног порекла и био је у доброј вези са многим краљевским кућама; то је био угледан и политички користан савез. Исте године, Јелисавета је била верена да се уда за рођака Kарла Фредерика, Kарла Августа од Холштајн-Готорпа, најстаријег сина Кристијана Августа, принца од Ојтина. Венчање Ане Петровне одржано је 1725. како је планирано, иако је њен отац преминуо (8. фебруара [по јулијском 28. јануара] 1725. године) неколико недеља пре свадбе. У Јелисаветином случају, међутим, њен вереник је умро 31. маја 1727, пре него што је њено венчање могло да се прослави. Ово је за Јелисавету представљало двоструки ударац, јер је њена мајка (која се попела на трон као Катарина I) умрла само две недеље раније, 17. маја 1727.
До краја маја 1727, седамнаестогодишња Јелисавета је изгубила вереника и оба родитеља. Штавише, на престо се попео њен полунећак Петар II. Њени изгледи за брак су и даље пропадали три године касније, када је њен нећак умро и на престолу га је наследила Јелисаветина рођака Ана, ћерка Ивана V. Било је мало изгубљене љубави између рођака и није било изгледа да ће било који руски племић или било који страни принц тражити Јелисаветину руку. Она није могла да се уда за обичног човека, јер би је то коштало краљевског статуса, имовинских права и права на престо. Чињеница да је Јелисавета била лепотица није побољшала њене изгледе за брак, већ је уместо тога изазвала њену огорченост. Када је царица Ана замолила кинеског министра у Санкт Петербургу да идентификује најлепшу жену на њеном двору, он је показао на Јелисавету, на Анино незадовољство.
Јелисаветин одговор на недостатак изгледа за брак био је да за љубавника узме Александра Шубина, згодног наредника у Семјоновском спасилачком пуку. Када је царица Ана сазнала за ово, протерала га је у Сибир. Након што се утешила, Јелисавета се окренула згодним кочијашима и лакајима ради свог сексуалног задовољства. На крају је нашла дугогодишњег сапутника у Алексеју Разумовском, добродушном и згодном украјинском сеоском кмету са добрим бас гласом. Разумовског је из његовог села у Санкт Петербург довео племић да пева за црквени хор, али је велика кнегиња купила талентованог кмета од племића за свој хор. Простодушан човек, Разумовски никада није показивао интересовање за државне послове током свих година везе са Јелисаветом, која се протезала од дана њене непознатости до врхунца њене моћи. Како је пар био одан једно другом, постоји разлог да се верује да су се можда чак и венчали на тајној церемонији. Године 1742, цар Светог римског царства поставио је Разумовског за грофа Светог римског царства. Године 1756, Јелисавета га је поставила за принца и фелдмаршала.

## Породично стабло
|  |                                              |  |  |  |  |  |  |  |  |  |  |  |  |  |  |  |
|  | 16. Fyodor Nikitich Romanov                  |  |  |  |  |  |  |  |  |  |  |  |  |  |  |  |
|  |                                              |  |  |  |  |  |  |  |  |  |  |  |  |  |  |  |
|  |                                              |  |  |  |  |  |  |  |  |  |  |  |  |  |  |  |
|  | 8. Михаил I Фјодорович                       |  |  |  |  |  |  |  |  |  |  |  |  |  |  |  |
|  |                                              |  |  |  |  |  |  |  |  |  |  |  |  |  |  |  |
|  |                                              |  |  |  |  |  |  |  |  |  |  |  |  |  |  |  |
|  | 17. Xenia Shestova                           |  |  |  |  |  |  |  |  |  |  |  |  |  |  |  |
|  |                                              |  |  |  |  |  |  |  |  |  |  |  |  |  |  |  |
|  |                                              |  |  |  |  |  |  |  |  |  |  |  |  |  |  |  |
|  | 4. Алексеј I Михајлович                      |  |  |  |  |  |  |  |  |  |  |  |  |  |  |  |
|  |                                              |  |  |  |  |  |  |  |  |  |  |  |  |  |  |  |
|  |                                              |  |  |  |  |  |  |  |  |  |  |  |  |  |  |  |
|  | 18. Lukian Stephanovitch Streschnev          |  |  |  |  |  |  |  |  |  |  |  |  |  |  |  |
|  |                                              |  |  |  |  |  |  |  |  |  |  |  |  |  |  |  |
|  |                                              |  |  |  |  |  |  |  |  |  |  |  |  |  |  |  |
|  | 9. Јевдокија Стрешнева                       |  |  |  |  |  |  |  |  |  |  |  |  |  |  |  |
|  |                                              |  |  |  |  |  |  |  |  |  |  |  |  |  |  |  |
|  |                                              |  |  |  |  |  |  |  |  |  |  |  |  |  |  |  |
|  | 19. Princess Anna Konstantinovna Volkonskaya |  |  |  |  |  |  |  |  |  |  |  |  |  |  |  |
|  |                                              |  |  |  |  |  |  |  |  |  |  |  |  |  |  |  |
|  |                                              |  |  |  |  |  |  |  |  |  |  |  |  |  |  |  |
|  | 2. Петар Велики                              |  |  |  |  |  |  |  |  |  |  |  |  |  |  |  |
|  |                                              |  |  |  |  |  |  |  |  |  |  |  |  |  |  |  |
|  |                                              |  |  |  |  |  |  |  |  |  |  |  |  |  |  |  |
|  | 20. Poluekt Ivanovitch Naryshkin             |  |  |  |  |  |  |  |  |  |  |  |  |  |  |  |
|  |                                              |  |  |  |  |  |  |  |  |  |  |  |  |  |  |  |
|  |                                              |  |  |  |  |  |  |  |  |  |  |  |  |  |  |  |
|  | 10. Кирил Наришкин                           |  |  |  |  |  |  |  |  |  |  |  |  |  |  |  |
|  |                                              |  |  |  |  |  |  |  |  |  |  |  |  |  |  |  |
|  |                                              |  |  |  |  |  |  |  |  |  |  |  |  |  |  |  |
|  | 5. Наталија Наришкина                        |  |  |  |  |  |  |  |  |  |  |  |  |  |  |  |
|  |                                              |  |  |  |  |  |  |  |  |  |  |  |  |  |  |  |
|  |                                              |  |  |  |  |  |  |  |  |  |  |  |  |  |  |  |
|  | 22. Leonti Dmitrievitch Leontiev             |  |  |  |  |  |  |  |  |  |  |  |  |  |  |  |
|  |                                              |  |  |  |  |  |  |  |  |  |  |  |  |  |  |  |
|  |                                              |  |  |  |  |  |  |  |  |  |  |  |  |  |  |  |
|  | 11. Anna Leontievna Leontieva                |  |  |  |  |  |  |  |  |  |  |  |  |  |  |  |
|  |                                              |  |  |  |  |  |  |  |  |  |  |  |  |  |  |  |
|  |                                              |  |  |  |  |  |  |  |  |  |  |  |  |  |  |  |
|  | 23. Praskovia Ivanovna Raevsky               |  |  |  |  |  |  |  |  |  |  |  |  |  |  |  |
|  |                                              |  |  |  |  |  |  |  |  |  |  |  |  |  |  |  |
|  |                                              |  |  |  |  |  |  |  |  |  |  |  |  |  |  |  |
|  | 1. Јелисавета I Петровна                     |  |  |  |  |  |  |  |  |  |  |  |  |  |  |  |
|  |                                              |  |  |  |  |  |  |  |  |  |  |  |  |  |  |  |
|  |                                              |  |  |  |  |  |  |  |  |  |  |  |  |  |  |  |
|  | 6. Samuel Skowroński                         |  |  |  |  |  |  |  |  |  |  |  |  |  |  |  |
|  |                                              |  |  |  |  |  |  |  |  |  |  |  |  |  |  |  |
|  |                                              |  |  |  |  |  |  |  |  |  |  |  |  |  |  |  |
|  | 3. Катарина I Алексејевна                    |  |  |  |  |  |  |  |  |  |  |  |  |  |  |  |
|  |                                              |  |  |  |  |  |  |  |  |  |  |  |  |  |  |  |
|  |                                              |  |  |  |  |  |  |  |  |  |  |  |  |  |  |  |
|  | 7. Elisabeth Moritz                          |  |  |  |  |  |  |  |  |  |  |  |  |  |  |  |
|  |                                              |  |  |  |  |  |  |  |  |  |  |  |  |  |  |  |
|  |                                              |  |  |  |  |  |  |  |  |  |  |  |  |  |  |  |